# Palaestes freyreissi
Palaestes freyreissi is een keversoort uit de familie platte schorskevers (Cucujidae). De wetenschappelijke naam van de soort werd in 1827 gepubliceerd door Lucas Friedrich Julius Dominikus von Heyden.